# تلوث أفلاتوكسين الأوروبي 2013
تلوث أفلاتوكسين الأوروبي 2013 في فبراير - مارس 2013 أبلغت عدة دول أوروبية بما في ذلك رومانيا، وصربيا، وكرواتيا، عن تلوث وطني للحليب للاستهلاك البشري (وربما من المنتجات المشتقة) بأفلاتوكسين. التفاصيل لا تزال نادرة.
أفيد في مارس أن الأعلاف القادمة من صربيا والمستوردة من هولندا وألمانيا كانت ملوثة. كما أفيد في مارس أن الاختبارات كشفت عن وجود تلوث في الحليب الذي تنتجه مزرعتان هولنديتان. تم اختبار الحليب في ألمانيا أيضًا ولكن تم الإبلاغ عنه حتى الآن على أنه غير ملوث. ومع ذلك أعلنت روسيا أنها ستحظر الواردات من المزارع الألمانية التي تتلقى أعلافًا ملوثة. في 20 مارس ألقى المزارعون الرومانيون الحليب احتجاجًا على حظر الحكومة الحليب من خمس مزارع، والتي لم يتم الكشف عن اسمها. كما سحبت شركة دانون رومانيا حوالي 75 طنًا من منتجات الألبان من الرفوف.
أبلغ نظام الإنذار السريع للأغذية والأعلاف التابع للمفوضية الأوروبية عن 10 إخطارات عن الأفلاتوكسين بي1 في الذرة من أصل أوروبي منذ آخر حصاد للذرة في خريف 2012. في السنوات العشر التي سبقت الحصاد الأخير بين أعوام 2001 و2011 تم الإبلاغ عن ما مجموعه تسع حالات من الأفلاتوكسين في الذرة. كانت الأفلاتوكسينات بشكل رئيسي «مشكلة استيراد» حتى الآن. ومع ذلك فإن ظاهرة الاحتباس الحراري تؤثر بشكل متزايد على خريطة السموم الفطرية في أوروبا، وتنتج «سمومًا استوائية» داخل حدود أوروبا.
في صربيا تحول التلوث إلى فضيحة سياسية بعد أن رفعت الحكومة معايير تلوث الحليب الداخلية إلى عشرة أضعاف تلك الموجودة في الاتحاد الأوروبي. ومع ذلك فإن هذا الحد الأعلى هو الذي يمارس في الولايات المتحدة وثلثي العالم.
في 22 فبراير وجدت وزارة الزراعة في ولاية أيوا تركيزات مرتفعة من الأفلاتوكسين في أغذية الكلاب المصنعة في منشأة برو بت في كانساس سيتي، كانساس. ورد أن مكون الذرة في طعام الكلاب كان ملوثًا بالأفلاتوكسين، على الرغم من أن حمولة الذرة المساهمة اجتازت الفرز في المنشأة. لا توجد تقارير عن غزو اللبن في ولاية أيوا.